# Gauw
Pour les articles homonymes, voir Gau.
Gauw (en frison : Gau) est un village de la commune néerlandaise de Súdwest Fryslân, situé dans la province de Frise.

## Géographie
Le village est situé à 5 km au nord-est de la ville de Sneek, dont il est séparé par les villages de Goënga et Loënga.

## Histoire
Gauw fait partie de la commune de Wymbritseradiel jusqu'au 1er janvier 2011, où celle-ci est supprimée et fusionnée avec Bolsward, Nijefurd, Sneek et Wûnseradiel pour former la nouvelle commune de Súdwest-Fryslân.

## Démographie
Le 1er janvier 2017, le village comptait 385 habitants.